# Сигню
Сигню (англ. Signy Island) — небольшой остров в архипелаге Южные Оркнейские острова в 1,6 км к югу от острова Коронейшен. Размеры острова около 6,5 на 5 км. Самая высокая точка острова Тиога-Хилл (290 м) — скальный выход в центре ледника Мак-Лауд. Остров имеет статус особой орнитологической территории.

## История

Карта Южных Оркнейских островов

Остров был открыт в январе 1823 года капитаном китобойного судна Beaufoy Мэттью Брисбеном при картографировании южной части острова Коронейшен во время экспедиции Джеймса Уэдделла 1822—1824 годов. Следующим исследователем острова был норвежский промысловик — управляющий китобойной станцией Стромнесс на острове Южная Георгия Петтер Сёрлле, который в 1912—1913 годах открыл на острове чрезвычайно удобную якорную стоянку и источник пресной воды в заливе Борге-Бей. Он же дал острову название Сигню в честь своей жены Сигню Сёрлле (норв. Signy Sørlle). В 1920—1921 годах норвежской компанией Tønsbergs Hvalfangeri на острове была организована китобойная станция, действовавшая до 1925—1926 годов, а сам остров посещался китобоями вплоть 1929—1930 годов.
В марте 1947 года на острове была открыта британская исследовательская станция Сигню. С 1996 года станция работает только в летний период.

## Ландшафт
Примерно половина острова Сигню покрыта постоянным ледяным покровом. Крупнейший ледник острова — Мак-Лауд, стекает к югу и образует ледяной барьер вдоль значительной части южного побережья. Второй ледник — Оруэлл, намного меньше, и стекает в залив Шеллоу-Бей (англ. Shallow Bay) на востоке. Летом восточное и западное побережье, как правило, свободно ото льда. С каждым годом в результате общего повышения температуры окружающей среды площадь ледникового покрытия острова уменьшается.
Остальная часть острова покрыта озёрами (всего 16) и каменными россыпями, летом свободными от снега.

## Климат
Погода на острове Сигню в значительней мере зависит от ледовых условий в море Уэдделла, паковый лед которого зимой движется к северу и окружает Южные Оркнейские острова, а летом наоборот, к югу. Минимальная температура, зарегистрированная на острове −39.3 °C. Средние зимние колеблются в диапазоне от −2° C до −17° C. Летом температура воздуха, как правило, выше нуля (зарегистрированный максимум 19,8° С), хотя возможны её резкие падения (летний минимум −7 °C был зафиксирован в январе).
Остров находится севернее южного полярного круга, поэтому летом в период солнцестояния солнце заходит за горизонт на 4-5 часов, соответственно зимой столько же длится самый короткий день. Летом погода преимущественно облачная (свыше 80 % времени), общегодовое число часов солнечного сияния 14 % от максимально возможного. На острове очень ветрено. Преобладает западный ветер, дующий со средней скоростью около 14 узлов (25 км/ч). Число дней с сильным ветром в среднем около 60 дней в году. Самый сильный из зарегистрированных порывов был 115 узлов (212 км/ч).

## Флора и фауна

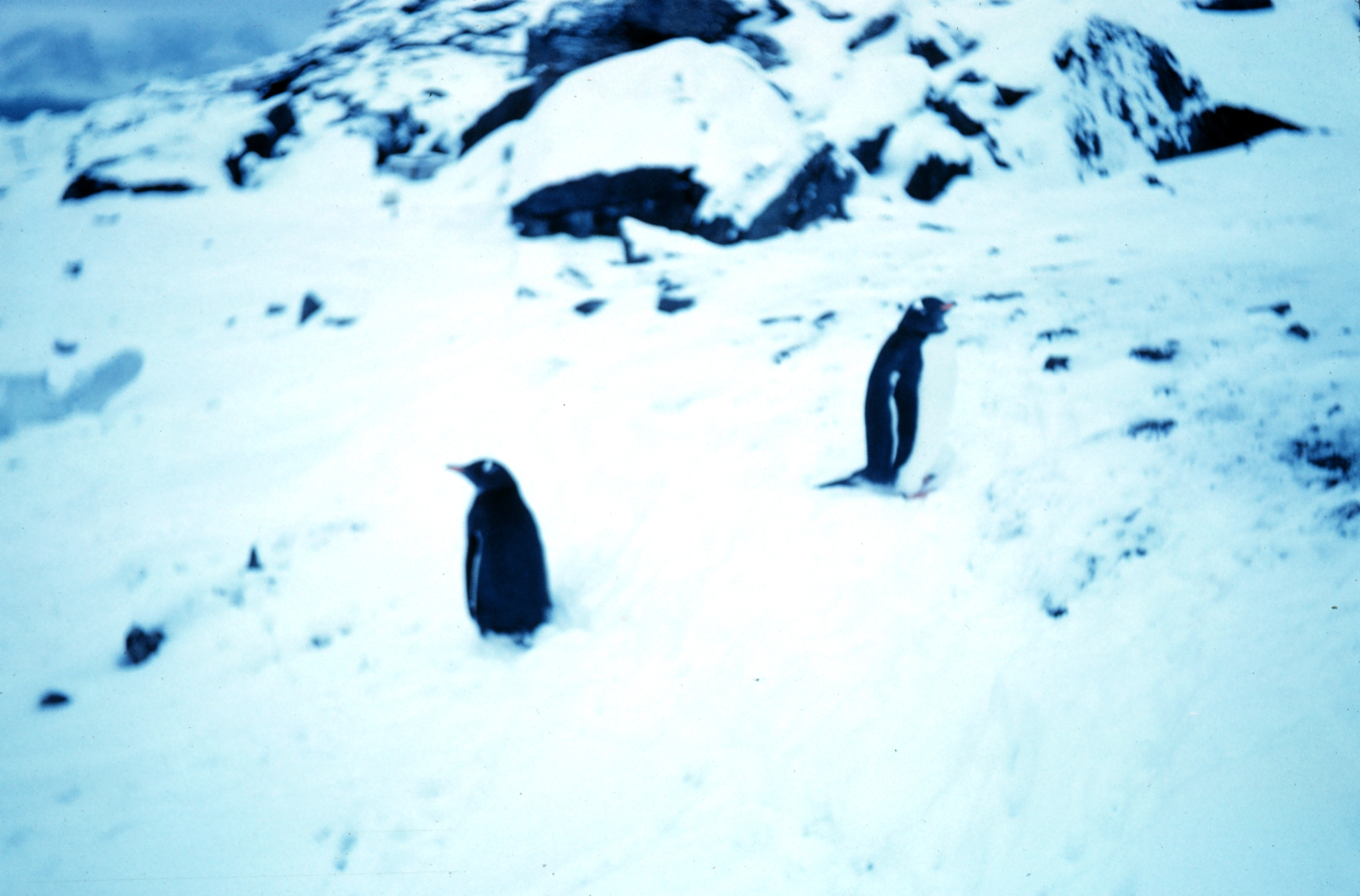
Пингвины на острове Сигню, 1962

Растительный мир острова Сигню в основном представлен криптогамами. Из цветущих найдены только Луговик антарктический и Колобантус кито. Доминирующими растениями являются мхи (50 видов), печеночники (12 видов) и лишайники (120 видов).
Прибрежный подводный мир вокруг острова разнообразен. Распространены бокоплавы, актинии, асцидии, плеченогие, морские звёзды, губки, морские огурцы.
Ластоногие представлены тюленями Уэдделла, молодняк которых можно наблюдать на морском льду вокруг острова зимой, и на плавучих льдинах летом. В прибрежных водах и на некоторых из пляжей встречаются морские слоны и морские леопарды. Тюлени-крабоеды редки. Единственным из ушастых тюленей на острове является антарктический морской котик, популяция которых растет (сейчас более 20 000 особей).
Из морских птиц на острове водятся папуанские, Адели и антарктические пингвины. Изредка были замечены императорские и королевские пингвины. Гнездятся южный гигантский буревестник, капский голубок, Снежный буревестник, антарктическая китовая птичка, качурка Вильсона, белая ржанка, антарктический поморник, южнополярный поморник, доминиканская чайка, антарктическая крачка и другие птицы.
Биомасса комара Eretmoptera murphyi, который будучи личинкой, живёт в земле, ест на острове останки растений (торф) и делает из него почву, стала больше биомассы местных членистоногих в 5 раз.

## Население
Постоянного населения на острове нет.